# Europe Computer Systèmes
Die Europe Computer Systèmes S.A. (kurz: ECS) firmiert seit Mai 2011 unter Econocom France S.A. Sie ist eine Tochtergesellschaft der Econocom Gruppe, die seit 1986 an der Eurolist der Euronext in Brüssel notiert ist. Mit 3.700 Mitarbeitern in 17 Ländern betreut die Econocom Gruppe über 20.000 Kunden. Zu den Kunden zählen sowohl Konzerne als auch Mittelständler.

## Geschichte
1974 gründen Jean-Louis Bouchard und Patrick Gabet mit ECS das erste französische IT-Brokerage Unternehmen und handelten mit gebrauchten IBM-Großrechnern. 1975 hatte das Unternehmen 7,3 Millionen Francs (1,1 Mio. EUR) Umsatz, fünf Mitarbeiter. 1979 entwickelte ECS erste Leasingangebote, 1982 umfasste der Leasingbestand von ECS 12 % des gesamten IBM-Marktes in Frankreich. 1984 wurde die ECS Gruppe eine Tochtergesellschaft der Société Générale.
1985–86 war der Börsengang sowie die Gründung von Niederlassungen in Italien, Großbritannien, Belgien, USA und Japan. 1986 wurde auch die deutsche Tochtergesellschaft ECS International Deutschland GmbH gegründet. 1990 war ECS mit einem Umsatz von 10,9 Mrd. Francs (rund 1,66 Mrd. EUR) europäischer Marktführer und war zuvor seit 1984  französischer Marktführer im herstellerunabhängigen IT-Leasing. 1991 begann ein starker Preisverfall der IT-Hardware, und ECS schrieb rote Zahlen.
1995 wurde Jacques Sorrel neuer Vorstandsvorsitzender. Er leitete eine Restrukturierung des Unternehmens ein, die den Verkauf verschiedener Geschäftssparten mit sich bringt.
1996 erfolgt das Delisting nach öffentlichem Rückkaufangebot durch die Société Générale und ein Verkauf der japanischen Niederlassung. Zwischen 1997 und 2001 gründete ECS Niederlassungen in Spanien, den Niederlanden, Irland, Polen und Luxemburg. Außerdem kaufte ECS den Geschäftsbereichs Midrangewartung von Allium zurück.  Ab 1998 hatte ECS wieder ein positives Netto-Betriebsergebnis.  Ab 2004 setzte ECS verstärkt auf Akquisitionen und erwarb 2004 Parsys (Leasing-Wettbewerber in Spanien), 2005	Telci (PC-Installation und Service in Frankreich) sowie 2006 in Deutschland die Technoservice Solutions AG (Hochverfügbarkeits- und Maintenancedienstleistungen). 2007 begann der Ausbau der Aktivitäten in Osteuropa, Nordafrika und Asien. ECS eröffnete Niederlassungen in Rumänien, Marokko und China.
Am 28. Oktober 2010 verkaufte die Société Générale ECS an das belgische ITK-Unternehmen Econocom, das 1982 von Jean-Louis Bouchard gegründet wurde. Im Laufe der Integration der ECS Gruppe in die Econocom Gruppe wurden die Firmennamen geändert. Europe Computer Systèmes S.A. wurde in Econocom France S.A. umfirmiert. In Deutschland wurden im Mai 2011 die ECS International Deutschland GmbH in Econocom Deutschland GmbH und die ECS Technoservice Solutions AG in Econocom Managed Services AG umfirmiert.